# Scaffolding
Scaffolding (em português, Cimbramento) é um termo em inglês de engenharia civil, que denota a colocação de andaimes e outras estruturas para suportar temporariamente trabalhadores e/ou maquinário enquanto a construção definitiva não está pronta ou enquanto os elementos construtivos tais como lajes, vigas e pilares curam até atingir a resistência de desforma. Esse mesmo termo é usado em programação para indicar que o código a que se refere é apenas um esqueleto usado para tornar a aplicação funcional, e se espera que seja substituído por algoritmos mais complexos à medida que o desenvolvimento da aplicação progride.
No contexto de aprendizado, é um termo que designa o estágio inicial para um indivíduo que está sendo submetido a uma experiência pela primeira vez. Desta forma, é dado a ele todo o suporte para que o mesmo possa atingir as metas de aprendizagem.